# Средно училище „Васил Левски“ (Нови пазар)
Средно училище „Васил Левски“ е средно училище в Нови пазар, с адрес: ул. „Кирил и Методий“ № 15. Има само една учебна смяна – сутрин. Директор на училището е Даниела Ангелова..

## История
През 1854 г. е открито училище „Васил Левски“, то е приемник на килийното училище в град Нови пазар, открито още през 1840 г., а името на първия учител е Илия Вълчев Талимата. Училищната сграда, където сега се намира начална степен, е построена през 1881 г. Тогава тя е била на един етаж и е имала три класни стаи. По-късно през 1907 г. е достроена и останалата част.
През 1974 г. е завършен строежът на новата сграда и училището придобива сегашния си вид. През 80-те години е построена сграда на два етажа – физкултурен салон и басейн. Издигнат е и паметник на Васил Левски – патрон на училището. В периода 1907 – 1937 училището е носело името „Св. св. Кирил и Методий“, а от 1937 г. до 1945 г. се е наричало „Митрополит Симеон“.
След 1945 г. получава новото си име – „Васил Левски“. В миналото училището е дало начало на туристическото дружество и хоровата дейност към него. И до днес съществува хор „Лира“ с над 30-годишна история.